# Острови космосу

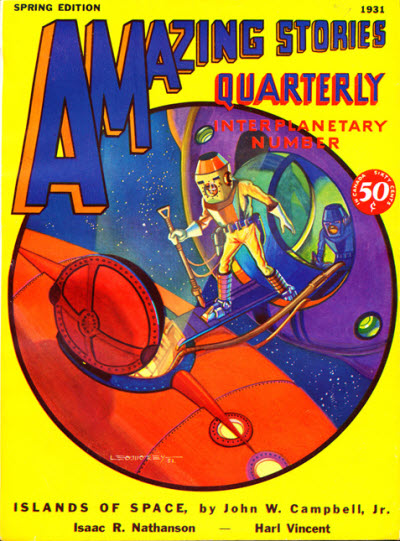
«Острови космосу» були спочатку опубліковані на сторінках журналу Amazing Stories Quarterly влітку 1931 року.

«Острови космосу» (англ. Islands of Space) — науково-фантастичний роман американського письменника Джона Вуда Кемпбелла. Вперше опублікований окремою книгою в 1957 році видавництвом Fantasy Press тиражем 1 417 примірників. Роман спочатку з'явився в журналі Amazing Stories Quarterly; текст був «розширено відредагований» для публікації книги Ллойдом Артуром Ешбахом та затверджений Кемпбеллом. Видання в м'якій обкладинці було опубліковано Ейс Букс у 1966 році. У 1973 році «Острови» були включені до збірки романів «Акрот, Вейд та Морі». У 1967 році вийшов німецький переклад роману під назвою «Kosmische Kreuzfahrt», а в 1976 році — італійський («Isole nello spazio»).
Зазвичай роману «Острови космосу» приписують введення до наукової фантастики понять «гіперпростір» та «двигун викривлення».

## Сюжет
Роман продовжує твір «Чорна зірка проминає» та розповідає про пригоди чотирьох друзів: Аркота, Морі, Вейда та Фаллера. Аркот — «найвидатніший з нині живих фізиків», Морі – «його блискучий математичний помічник», Вейд – м’язистий шеф-кухар, а Фуллер – інженер-конструктор. Фуллер будує космічний корабель і відправляється з друзями у веселу подорож через Всесвіт.
Рухаючись космосом, друзі регулярно зупиняються, щоб сфотографувати зорі та знайти шлях назад. Вони відкривають замерзлу планету, вкриту руїнами, вибираються з пастки на орбіті мертвої зорі та врешті опиняються втягнутими у війну між двома планетами: Нансал і Сатор. Жителі Нансала живуть в утопічному суспільстві телепатів, тоді як їхні ідейні супротивники переселилися на Сатор і прагнуть повернути собі Нансал. На Саторі команда знайомиться з Торлосом, нансалійським шпигуном, і вирушає з ним на Нансал, де допомагає будувати зброю для війни проти саторійців.
Нансалійці перемагають у міжпланетній війні та захоплюють космічні кораблі саторійців. Їхні Рада Трьох пропонує землянам лишитися та пропонує Аркоту стати їхнім Координатором. Він відмовляється і каже, що людям треба повертатися на Землю, але обіцяє, що це не остання їхня зустріч. Земляни обговорюють, чого вони могли б навчитися в нансалійців, але перед своїм відльотом вирішують сходити в мальовничі гори.

## Відгуки
Еверетт Ф. Блайлер описував оригінальний текст як «занадто перевантажений непотрібною (хоч й іноді геніальною) експозицією, тому [він] практично нечитабельний, [зі] слабким сюжетом та оригінальністю, і [присутні] кліше в сюжеті роману».
Теодор Стерджон, переглянувши видання Fantasy Press, пише: «Це справді паршива книга», виправдовуючи свої слова відсутністю яскравих персонажів, напруги та сюжету як такого, а також стиль написання «таким, мов би висушена пурпурна кров найпаскуднішого фан-журналу». «АЛЕ», — продовжував він, — «Острови — це подорож далеко за межі дивовижного де-інде, де ... ріг достатку технологічної та механічної справи, як реальної, так і екстраполярної, виливається рясно і дочиста, [і] розповідь, яка не сталася б без своєї науки — найчистіша і практично найрідкісніша форма наукової фантастики». Стерджон зробив висновок: «Давно настав і минув час для [наукової фантастики] наповнити себе багатою некривавою старою космічною оперою».
Пітер Шуйлер Міллер писав, що книжкова версія «була ретельно модернізована, [але] вона старомодна. Це також дуже характерно для найкращої «жорсткої» наукової фантастики того часу».
Також вважається, що це перше використання терміна «Жорстка наукова фантастика» у друкованій літературі.